# قائمة الطائرات العسكرية المغربية النشطة
هذه قائمة الطائرات العسكريّة المغربية النشِطة.

## الدرك الملكي المغربي
| الصورة          | الطائرة                        | الأصل            | الاستعمال         | الطراز                                   | العدد           | ملاحظات         |
| طائرات هليكوبتر | طائرات هليكوبتر                | طائرات هليكوبتر  | طائرات هليكوبتر   | طائرات هليكوبتر                          | طائرات هليكوبتر | طائرات هليكوبتر |
| --------------- | ------------------------------ | ---------------- | ----------------- | ---------------------------------------- | --------------- | --------------- |
|                 | إيروسباسيال لاما 315 بي        | فرنسا            | نقل جوي           |                                          | سبعة            |                 |
|                 | إيروسباسيال غازيل 342          | فرنسا            | طائرة مراقبة      |                                          | خمسة            |                 |
|                 | يوروكوبتر فنك                  | فرنسا            | طائرة مراقبة      |                                          | ستّة             |                 |
|                 | يوروكوبتر إي سي 135            | فرنسا            | إخلاء طبي         |                                          | ثلاثة           |                 |
|                 | يوروكوبتر إي سي 145            | فرنسا            | إخلاء طبي         |                                          | سبعة            |                 |
|                 | ايروسباسيال أس إيه 330 بوما    | فرنسا            | إطفاء جوي         |                                          | سبعة            |                 |
|                 | سيكورسكي إس-70                 | الولايات المتحدة | النقل الجوي       | سيكورسكي إس-70 إيه-26                    | اثنان           |                 |
|                 | يوروكوبتر إيه أس 332 سوبر بوما | فرنسا            | نقل كبار الشخصيات | إيه أس 332 سوبر بوما/إي سي 225 سوبر بوما | اثنان           |                 |